# Trochoelphidiella
Trochoelphidiella es un género de foraminífero bentónico considerado un sinónimo posterior de Ammoelphidiella de la subfamilia Faujasininae, de la familia Elphidiidae, de la superfamilia Rotalioidea, del suborden Rotaliina y del orden Rotaliida. Su especie tipo era Trochoelphidiella onyxi. Su rango cronoestratigráfico abarcaba el Pleistoceno.

## Clasificación
Trochoelphidiella incluye a las siguientes especies:
- Trochoelphidiella onyxi †
- Trochoelphidiella pustulosa †